# Cá cam thoi
Cá cam thoi (danh pháp hai phần: Elagatis bipinnulata), cũng gọi là cá hồi Hawaii) là một là một phổ biến loài cá sinh sống gần bề mặt nước biển trong họ Carangidae. Loài này phân bố phổ biến rộng rãi trong suốt các vùng biển nhiệt đới và cận nhiệt đới của thế giới, ven biển cũng như các khu vực ngoài khơi xa. Loài là thành viên duy nhất của chi "Elagatis", mà đã được tạo ra 15 năm sau khi mô tả ban đầu của nó, và liên quan chặt chẽ với seriola. 

## Đặc điểm
Loài cá này có thể dễ dàng phân biệt bởi hình dạng cơ thể của nó, và nhiều màu sắc như cầu vồng. Nó là một kẻ săn mồi bơi nhanh, ăn cá nhỏ, cephalopoda và sinh vật phù du, động vật giáp xác. Loài này thành thục tính dục lúc dài khoảng 60 cm với thời gian sinh sản diễn ra vào các thời điểm khác nhau, với một số sinh sản quanh năm, trong khi những số khác chỉ đẻ trứng vào những thời điểm nhất định trong năm. Loài này là một loài cá cảnh phổ biến. Nó cũng là một loài cá phụ bắt được khi người ta đánh các loài cá ngừ và cá mập.